# Lijst van straten in Nijkerk
Dit is een lijst van straten in de gemeente Nijkerk en hun oorsprong/betekenis. 
Onderaan een lijst met straten in de overige plaatsen van de gemeente: 
- Lijst met straten in Hoevelaken
- Lijst met straten in Nijkerkerveen

## A
- Aalscholverlaan - aalscholver, vogel
- Aardbeivlinder - aardbeivlinder
- Acacialaan - acacia, boomsoort
- Achterduijst - een perceel land, begroeid met laag gewas aan de Laak
- Achterhoekerweg - buurtschap Achterhoek
- Agaatvlinder - agaatvlinder
- Ahornlaan - ahorn, plantensoort
- Akkerweg - boerderij Den Akker
- Alfrinklaan - Kardinaal Alfrink was aartsbisschop van Utrecht (Nijkerk 1955-1976)
- Ambachtsstraat - handel en industrie
- Amersfoortseweg - weg naar Amersfoort
- Ampèrestraat - André-Marie Ampère, Frans natuur- en wiskundige
- Angeler - oude veldnaam in de polder Arkemheen
- Anker - anker als deel van een schip
- Antonie Meilingstraat - A. Meiling, raadslid/wethouder (1910-1945)
- Appelsestraat - buurtschap Appel
- Ardeschstraat - A. Ardesch, schout van 1679-1700 en mr. E.G. Ardesch, schout en burgemeester van 1802-1849
- Argusvlinder - vlindersoort argusvlinder
- Ark - Ark, vroegere buurtschap in de latere polder Arkemheen
- Arkemheensepad - polder Arkemheen
- Arkemheenweg - polder Arkemheen
- Arkersluisweg - Arkersluis
- Arkerweg - verdwenen buurtschap Ark
- Asserhof -  Tobias Asser, rechtsgeleerde en Nobelprijswinnaar (1911).
- Atalanta - atalanta, vlindersoort
- Aurelia - aurelia, een vlinderfamilie, de aurelia's

## B
- Bachlaan - Johann Sebastian Bach, componist
- Bagijnenstraat - Bagijnenkamp en het oude Catharinaklooster.
- Bakboord - bakboord
- Barend Kuisstraat - B. Kuis, raadslid (1923-1958)
- Barneveldseweg - Barneveld
- Beatrixhof - Koningin/prinses Beatrix
- Beatrixstraat - Koningin/prinses Beatrix
- Beekhoven - vroegere boerderij Beekhoven aan de Holkerweg.
- Beekmansgoed - vroegere boerderij Beekmansgoed
- Beekpad, Nieuwe - de Nieuwe Beek, die langs het pad loopt.
- Beerninkstraat - Gradus Beernink, (1857 -1924), schoolhoofd en geschiedschrijver
- Beethovenlaan - Ludwig van Beethoven, componist
- Bellstraat - Alexander Graham Bell, letterkundige en bioloog, uitvinder van de telefoon.
- Bentinckstraat - Willem Jan Berend Bentinck, (1740 - 1808), ambtsjonker van Nijkerk van 1760-1795.
- Berencamperweg - boerderij de Berencamp
- Berkenlaan - boomsoort berk
- Berliozlaan - Hector Berlioz (1803-1869), Franse componist
- Bernhardstraat - prins Bernhard
- Besselmansgoed - boerderij Besselmansgoed'’ aan de Bunschoterweg
- Beukenlaan - boomsoort beuk
- Beulekamperweg - boerderij de Beulekamp
- Beurtschipper - Beurtschipper, oud beroep
- Bieslook - bieslook, kruidennaam
- Bijkerkstraat - mevrouw J. Bijkerk, directrice 1950-1983 van de voormalige Chr. Huishoudschool
- Birkenhof - boerderij Birkenhof
- Bitterland - veldnaam Bitterland
- Bizetlaan - Georges Bizet (1838-1875), Frans componist
- Blekkerserf - voormalige boerderij Blekkerserf aan de Nekkevelderweg.
- Bloemendaalseweg - boerderijen Klein Bloemendaal en Groot Bloemendaal
- Blokhuizersteeg - familie Blokhuis woonde in de boerderij Braemengoed of Brammengoed.
- Blomstraat, Wouter - Wouter Blom, (1885 -1975), raadslid van 1935-1946.
- Boegbeeld - boegbeeld, deel van een schip
- Boekdrukker - beroep
- Boerweg, Jacob de - Jacob de Boer, (1830-1906), onderwijzer in Nijkerkerveen (1859-1906).
- Bolder - bolder, deel van een schip
- Bongerd, De - boomgaard
- Bonte Koe, De - koffiehuis De Bonte Koe aan het Plein
- Bontepoort - tolhuis De Bontepoort
- Borgmanhof - Freddy Borgman (1946-1996) burgemeester van 1990-1995.
- Boswitje - vlindersoort boswitje
- Boterbloem - boterbloem, wilde plantensoort
- Botter - botter, platbodem
- Brahmslaan - Johannes Brahms, Duits componist
- Bramenhof - braam, (Rubus), een plantengeslacht
- Brandweg - in dit gebied werd al in de 17e eeuw brandstof (turf) gehaald
- Breede Beek - genoemd naar de Breede Beek
- Bremerseweg - veldnaam De Bremer
- Bremlaan - brem, een struik (Cytisus scoparius) uit de vlinderbloemenfamilie (Fabaceae)
- Brink - huize De Brink
- Brongras - watergras, watervlotgras of brongras, grassoort Catabrosa aquatica
- Brucknerlaantje - Anton Bruckner, Oostenrijks componist
- Bruijnhof, De - J. de Bruijn (1901-1992), schoolhoofd in Nijkerkerveen van 1936-1966.
- Bruins Slotlaan - Zwaantinus Bruins Slot, (1903-1985), burgemeester in Nijkerk van 1939-1956.
- Buizerdlaan - buizerd, roofvogel
- Bulderweg - herkomst onbekend
- Bunschoterweg - Bunschoten
- Burgemeester Hoekstrastraat - Jan Hoekstra, burgemeester (1957-1975)
- Burgemeester Stamstraat - J.W. Stam, burgemeester van Nijkerk (1975-1983)
- Buntwal - de wal langs de bunt, het Nijkerkerveen; bunt is een streeknaam voor pijpestrootje

## C
- Callenbachstraat - familie Callenbach met een boekdrukkerij en Uitgeverij Callenbach
- Catamaran - catamaran, zeilschip
- Catharinastraat - het oude Catharinaklooster (voorheen Achter ‘t Weeshuis).
- Chabothof - Hendrik Chabot, kunstschilder
- Chopinlaan - Frédéric Chopin, Pools componist
- Citroenvlinder - citroenvlinder
- Colenbranderstraat - familie Colenbrander, van Huize De Brink.
- Coltoflaan - Sander Coltof, verzetsman
- Commissaris van Heemstrastraat - baron van Heemstra was een Nederlands commissaris van de Koningin.
- Corlaerstraat - boerderij Corlaer; Arent van Curler (ook: Arent van Corlaer) was stichter van Schenectady (U.S.A.) en Goossen van Curler was schout van Nijkerk in de tweede helft van de 16e eeuw
- Corlaerpad - woonwijk Corlaer, zie ook Corlaerstraat hierboven
- Cornelis van Ramshorstlaan - Cornelis van Ramshorst was raadslid/wethouder van 1923-1954
- Cypergras - cypergras, grassoort

## D
- Dagpauwoog - dagpauwoog, vlindersoort
- De Bongerd - boomgaard
- De Gruno - Tabaksfabriek De Gruno
- De Haarstraat - perceel en boerderij De Haar
- De Ronde Zeven - complex oude woningen, in de volksmond De Ronde Zeven
- De Ruijterstraat - Michiel de Ruyter, admiraal
- De Veenhuis - genoemd naar de oude buurtschap De Veenhuis
- De Volharding - voormalig zuivelfabriek De Volharding
- Debyehof - Peter Debye, Nederlandse schei- en natuurkundige
- Debussylaan - Claude Debussy 1862-1918, Frans componist.
- Den Akker - genoemd naar een boerderij
- Delenstraat, Van - familie Van Delen, bekleedde functies zoals ambtsjonker en dijkgraaf.
- Dennenlaan - den, naaldboom
- Deuverdenseweg - boerderij Deuveren
- Dirksentunnel - Peter Dirksen (1940-2009), raadslid/wethouder (1966-1991).
- Dijkhuizenstraat, Van - familie Van Dijkhuizen uit Nijkerkerveen. De straat heette vroeger Kipsteeg.
- Dijkje - herkomst van de naam is onbekend
- Distelvlinder distelvlinder, vlindersoort
- Domstraat - herkomst van de naam is onbekend.
- Domstraat-West - zie Domstraat
- Donsvlinder - donsvlinder, vlindersoort
- Doormanstraat, Karel - Karel Doorman, schout-bij-nacht (1889-1942).
- Doornsteeg - buurtschap Doornsteeg
- Douhof, Gerard - Gerard Dou (1613-1675), kunstschilder.
- Douwencamp - perceel in de vroegere buurtschap Wullenhoven.
- Dovenetel - dovenetel, plantennaam
- Drie Morgenland - bijzondere naam voor het Oosten en oppervlaktemaat morgen (oppervlaktemaat)
- De Driest - perceel grond, een driest lag in de Middeleeuwse lange tijd braak
- Drostenweg - het ambt drost van de Veluwe.
- Duifhuis - boerderij Duifhuis
- Dunantlaan, Henry - Henry Dunant (1828-1910) was stichter van het Rode Kruis en Nobelprijswinnaar.
- Dwergblauwtje - dwergblauwtje, vlindersoort

## E
- Edisonstraat - Thomas Edison, Amerikaanse natuurkundige en uitvinder
- Eerste Kruishaarseweg - buurtschap Kruishaar
- Eijkmanstraat - Prof. dr. Christiaan Eijkman (Nijkerk, 11 augustus 1858 - Utrecht, 5 november 1930), winnaar Nobelprijs geneeskunde 1929.
- Eikenlaan - boomsoort eik
- Eikenpage - eikenpage, vlindersoort
- Einthovenhof - Willem Einthoven (1860-1927). Nederlands fysioloog en ontwikkelaar van de elektrodiagrammen. Nobelprijswinnaar (1924).
- Elzenlaan - boomsoort els
- Esdoornlaan - esdoorn (Acer), een geslacht van loofbomen en heesters
- Essenlaan - boomsoort es

## F
- Fenteler - veldnaam in de buurtschap Wullenhoven.
- Flier - voormalige erf De Flier
- Flierhof, Van der - Gerrit van der Flier (1911-1992), secretaris-generaal ministerie van Volkshuisvesting en Bouwnijverheid. Woonde in Nijkerk van 1916 tot 1926.
- Fliersteeg - voormalige erf De Flier
- Fluitekruid - fluitenkruid
- Folkertsstraat - Hendrik Karst Folkerts (1892-1962) was hoofdonderwijzer aan de Rehobothschool in Holkerveen van 1922 tot 1957.
- Fossenstraat - Jan Willem Adriaan Fossen (1912-2008) was leerkracht en directeur van MULO/MAVO-school. De voormalige school stond hier.
- Francklaan - César Franck (1822-1890), Belgisch-Franse componist.
- Frans Halshof - Frans Hals, kunstschilder
- Frans Kragtstraat - Frans Kragt (1879-1974) was onderwijzer, schilder en historicus
- Fratersgoed - boerderijnaam Fratersgoed
- Freule Helenastraat - Helena Diderika van der Burch van Spieringshoek, (1809-1873), weldoenster van de christelijke school van Nijkerkerveen.
- Frieswijkstraat - versterkt huis Frieswijk, daarvoor  Huize Voerst
- Furstenburchstraat, Van - adellijke familie Van Furstenburch die in de 17e en 18e eeuw de bestuurlijke functie van ambtsjonker van Nijkerk bekleedde.

## G
- Gaffel - gaffel, deel van een zeil
- Gagelhof - wilde gagel, plantennaam
- Galjoen - Galjoen, een zeilschip
- Galvanistraat - Luigi Galvani, Italiaans natuurkundige en geneesheer
- Ganzenhof - gans, watervogel
- Gasthuisstraat - vroegere gasthuis, het St. Anthoniushospitaal dat in 1436 werd gesticht.
- Gentiaan - gentiaan, plantensoort
- Gerard Douhof - Gerard Dou, schilder
- Gerssenlaan, Samuel - Samuel Gerssen (1884-1981), raadslid en wethouder
- Gezellenstraat - gezel die een beroep leert
- Gildenstraat - gilde, een beroepsvereniging, voornamelijk in de middeleeuwen
- Gobius du Sartstraat - dominee J.J. Gobius du Sart (1818-1894), mede-oprichter van de eerste protestants chr. school in Nijkerk in 1874.
- Goghlaan, Van Vincent van Gogh, kunstschilder
- Goltsteinstraat, Van - familie Van Goltstein bekleedde in de 17e en 18e eeuw de bestuurlijke functie van ambtsjonker van Nijkerk.
- Gondel - gondel, een boot in Venetië
- Goudenregenlaan - goudenregen, plant
- Greppelland - greppel, ondiepe sleuf in bouwland om het water af te voeren
- Greshoflaantje - Arend Greshof (1896-1977) stimulator van de sportbeoefening.
- Grieglaan - Edvard Grieg (1843-1907), Noors componist
- Groenewegje - met gras begroeide weg
- Groenestraat - voorheen De groene Steege
- Grote Vos - grote vos, vlindersoort
- Gruno, De - tabaksfabriek De Gruno uit 1945, in 1991 door brand verwoest
- Gruttolaan - grutto, weidevogel

## H
- Haarstraat - perceel en boerderijnaam De Haar
- Halshof, Frans Frans Hals (1580-1666), schilder.
- Handelsstraat - handel in goederen
- Hardenbergerweg - Hardenberg, een stad in Overijssel
- Harlekijn - harlekijn, een nachtvlinder die ook Bonte bessenvlinder wordt genoemd
- Harselaarlaan - Willem van Harselaar (1767-1817), dijkschrijver vroegere zeepolder Arkemheen
- Hassemanpad - boerderij Hasseman
- Havenlijn - goederenspoorlijntje van het station naar de haven van Nijkerk
- Havenstraat - de straat liep naar de Haven van Nijkerk
- Havikenhof - havik
- Hazelaarshof - hazelaar, een in West-Europa autochtone heester uit de berkenfamilie (Betulaceae)
- Hazeveld, 't - veldnaam 't Hazeveld
- Heemskerkplantsoen - Schelto baron van Heemstra, Commissaris van de Koningin in Gelderland (1925-1945).
- Heideblauwtje - heideblauwtje, vlindersoort
- Heinencamp - de Heijnencamp was een perceel grond in de vroegere buurtschap Wullenhoven.
- Heinlaan, Piet - Piet Hein, (1577-1629), Nederlands kapitein en vlootaanvoerder, bekend van de verovering van de Zilvervloot.
- Hemmelerweg - verdwenen boerderij Hemmo, later Hemmel
- Henry Dunantlaan - Henry Dunant
- Het Spaanse Leger - genoemd naar boerderij het Spaanse Leger
- Hoef - herkomst onbekend
- Hoefslag - stuk grond met de naam Hoefslag
- Hoekersteeg - naar de steeg bij het huis Den Hoek
- Hoekstrastraat, Burgemeester - Jan Hoekstra; burgemeester van Nijkerk (1957-1975).
- Hoevelakenseweg - Hoevelaken
- Hofweg - Jan van 't Hof
- Hoge Maat - veldnaam
- Hogenhof - hofstede Hogenhof
- Holkerstraat - oude buurtschap Holk
- Holkerweg - oude buurtschap Holk
- Hooglandseweg - Hoogland bij Amersfoort
- Hoogstraat - herkomst onbekend
- Horseler Pol - veldnaam in de oude buurtschap Ark
- Hugenholtzstraat - dominee Gerhard Willem Karel Hugenholtz, Ned.-Herv. predikant in Nijkerkerveen (1949-1955)
- Hulckesteijn - voormalig Kasteel Hulkestein bij Nijkerk
- Hulsthof - hulst, struik
- Huserstraat - pastoor Berend Hendrik Huser (1862-1928)
- Husselmansgoed - boerderijnaam Husselmansgoed aan de voormalige Nautenaseweg

## I
- Iepenlaan - iep, loofboom
- Irenestraat - prinses Irene
- Isaäc Sweersstraat - Isaac Sweers (1622-1673), Luitenant-Admiraal
- Israëlsstraat - Jozef Israëls (1853-1890), schilder

## J
- Jaagpad - jaagpad, pad langs een vaart, om de schuiten voort te trekken.
- Jan Plassensteeg - bewoner Jan Plassen
- Jan Steenhof - Jan Steen, schilder
- Jan Tijmensteeg - bewoner Jan Tijmen
- Jasmijnlaan - jasmijn, plantengeslacht
- Jeneverbes
- Jol - scheepstype jol
- Josef Israëlshof - Jozef Israëls (1853-1890), schilder
- Julianastraat - Koningin/prinses Juliana (1909-2004), regeerperiode 1948-1980.
- Jünckerpad - Jüncker, uitvinder van de elektrische motorfiets [3]

## K
- Kajuit - kajuit, deel van een schip
- Kamerlingh Onneshof - Heike Kamerlingh Onnes (1853-1926),natuurkundige. Nobelprijswinnaar (1913)
- Kamersteeg - herkomst onbekend
- Kamille - kamille
- Kampstraat - Wouter van de Kamp, raadslid van 1974-1986
- Kardinaal Alfrinklaan - kardinaal Bernardus Alfrink
- Karel Doormanstraat - Karel Doorman
- Kanaalstraat - benaming in handel en industrie
- Kastanjelaan - kastanje, plantennaam
- Keienweg - bestrating met ronde keien
- Keizersmantel - keizersmantel, vlindersoort
- Kerkeland - eigendom van de kerk
- Kievitslaan - kievit, weidevogel
- Klaarwaterweg - boerderij Klaarwater en buurtschap onder de (voormalige) gemeente Hoevelaken nabij de gemeentegrens met Barneveld.
- Klaas Visscherstraat - Klaas Visscher (1903-1983), wethouder en raadslid (1939-1974)
- Klaproos - klaproos
- Kleine Vos - kleine vos, vlindersoort
- Kleterstraat - herkomst onbekend
- Klipper - klipper, vaartuig
- Klompenmaker - beroep
- Kloosterstraat - Catharinaklooster
- Kluijvelaan, Van - Jelte Cornelis Adrianus Marinus van Kluyve, burgemeester van Nijkerk (1923-1938).
- Knopenfabriek - vroegere, hier staande Knopenfabriek Nijkerk
- Koelmanhof - Gijsbertus Jacobus Koelman, raadslid (1910-1935).
- Koetsendijk - Kaaschen dijk of Kadijk, mogelijk een verbasterde naam
- Kofschip - kofschip, zeilschip
- Kogge - kogge, vaartuig
- Kokkeveld - veldnaam Kokkeveld
- Kolkstraat - dichtbij was een kolk
- Kombuis - kombuis, deel van een schip
- Kompas - kompas, navigatietoestel
- Koningspage - koningspage, vlindersoort
- Koolhaaspark - dominee Bernard Cornelis Koolhaas, Nederlands-Hervormd predikant in Nijkerkerveen omstreeks 1919.
- Koolwitje - Groot koolwitje  (Pieris brassicae) of Klein koolwitje (Pieris rapae), vlindersoorten uit het geslacht Pieris
- Koperslager - koperslager, beroep
- Koperweg - herkomst onbekend
- Korenbloem - korenbloem
- Korte Holk - herkomst onbekend
- Kortenaerlaantje - Egbert B. Kortenaer, vice-admiraal. Sneuvelde in 1665.
- Kostverloren - veldnaam Kostverloren
- Kotter - kotter, vaartuig
- Krudopstraat - Joost Hendrik Krudop, burgemeester van Nijkerk (1875-1893).
- Kruishaarseweg - oude buurtschap Kruishaar
- Kuisstraat, Barend - Barend Kuis, raadslid (1923-1958).
- Kuypersstraat, Ds. - dominee tijdens de Nijkerkse beroeringen in 1749.

## L
- Laakpad - langs het grensriviertje de Laak tussen Utrecht en Gelderland,
- Lage Maat - veldnaam Lage Maat
- Lanecamp - veldnaam in buurtschap Wullenhoven
- Langestraat - herkomst onbekend
- Larixlaan - larix, naaldboom
- Leger, Het Spaanse - boerderij Het Spaanse leger
- Lepelaarshof - lepelaar, vogelsoort
- Lieverhof - Joodse familie De Liever [4]
- Ligusterlaan - liguster, plantennaam
- Lindenlaan - linde, boomsoort
- Lorentzhof - Hendrik Antoon Lorentz (1853-1928), Nederlandse natuurkundige. Nobelprijswinnaar in 1902.
- Loohof, Van - Gerard van Loo, wethouder van 1965 tot 1966.
- Luxoolseweg - boerderij Luxool

## M
- Marconistraat - Guglielmo markies Marconi, natuurkundige en uitvinder van de draadloze telegrafie.
- Margrietstraat - prinses Margriet
- Marijkestraat - prinses Christina
- Marishof - Jacob Maris, schilder
- Martinus Zwetslootstraat - Martinus Petrus Zwetsloot, raadslid (1935-1966)
- Meerstraat, Van der - Simon van der Meer (1925), Nederlands natuurkundige. Nobelprijswinnaar in 1984.
- Meidoornlaan - plant meidoorn
- Meilingstraat - Antonie Meiling, raadslid/ wethouder (1910-1945).
- Meinsstraat - stuk land met de naam Meinscamp
- Melkrijder - beroep melkrijder
- Mesdaghof - Hendrik Willem Mesdag, kunstschilder
- Middachtenstraat, Van - familie Van Middachten die in de 17e en 18e eeuw de bestuurlijke functie van ambtsjonker van Nijkerk bekleedde.
- Molenplein - voormalige Oostermolen, de oudste molen van Nijkerk
- Moorselaar - boerderijnaam Moorselaar

## N
- Naaldenkoperweg - boerderij De Naaldenkoop
- Nachtegaalsteeg - boerderij Nachtegaal
- Nautenaseweg - boerderij Nautena
- Nekkeveld - oude buurtschap Nekkeveld
- Nieuwe Voorthuizerweg - Voorthuizen
- Nieuwstraat - in de volksmond vroeger Joode Breestraat
- Nijverheidsstraat - over het industrieterrein
- Nobellaan Alfred Nobel 1833-1896. Na zijn dood filantroop en naamgever van de Nobel Stichting.
- Noortstraat, Van - Johannes van Noort, schoolhoofd in Nijkerkerveen (1850-1895).
- Nouwenstraat, Henri - Henri Nouwen (1932-1996), priester, schrijver en theoloog

## O
- Ohmstraat - ohm als eenheid van elektrische weerstand.
- Oldenbarneveltstraat - familie Van Oldenbarnevelt bekleedde de in de 17e en 18e eeuw de functie ambtsjonker van Nijkerk
- Olevoortseweg - boerderijnaam Olevoort
- Olmenlaan - olm, loofboom
- Ooievaarshof - ooievaar, vogelsoort
- Oortmansgoed - boerderijnaam Oortmansgoed
- Oosterstraat - weg aan de oosteinde van de vest Nijkerk.
- Oosterveenstraat - aan de oostkant van Nijkerkerveen
- Oostkadijk - ten oosten van de Vaart
- Oranjelaan - Huis Oranje-Nassau
- Ostadehof - Adriaen van Ostade (1610-1684), schilder.
- Oude Amersfoortseweg - oude weg naar Amersfoort
- Oude Barneveldseweg - Barneveld

## P
- Paardebloem - paardenbloem, plantennaam
- Paasbosweg - boerderij Paasbos
- Palestinaweg - boerderij Palestina
- Palestinaweg Oost - boerderij Palestina
- Palissaden - palissade, een rij palen als versperring
- Patroonstraat - patroon, benaming in handel en industrie
- Paulus Potterhof - Paulus Potter, schilder
- Pelenerf - 16e-eeuwse boerderij Pelenerf aan de Bunschoterweg
- Pinksterbloem - pinksterbloem, plantennaam
- Plassensteeg, Jan - bewonersnaam Jan Plassen
- Platanenlaan - plataan
- Plein - het plein van de veste Nijkerk
- Polderhof
- Populierenlaan - populier, boomsoort
- Prinsenweg - buurtschap Prinsencamp
- Professor Eijkmanstraat - Prof. dr. Christiaan Eijkman, winnaar van de Nobelprijs Geneeskunde 1929.
- Punter - punter, vaartuig
- Putterstraatweg - straatweg naar Putten, plaats in Gelderland

## R
- Raadhuisstraat - bestemming het raadhuis
- Reigerlaan - reiger
- Rembrandtlaan - Rembrandt van Rijn, schilder
- Ramshorstlaan, Cornelis - Cornelis van Ramshorst, raadslid/wethouder van 1923-1954.
- Reenenpark, Van - Gerlach Cornelis Joannes van Reenen (1884-1973), burgemeester (1917-1923).
- Reling - reling, deel van een schip
- Rensselaerstraat, Van - familie Van Rensselaer vervulde in de 17e en 18e eeuw bestuurlijke functies in Nijkerk en Amersfoort.
- Reynoltstraat - Reinoud IV van Gelre van 1402 - 1423, verleende Nijkerk op 27 maart 1413 stadsrechten.
- Riddererf - 16e-eeuwse boerderij Riddererf in de buurtschap Holk.
- Rijnerf - kanaal de Nieuwe Rijn zou in de 16e aangelegd worden tussen de Rijn bij Wageningen en de Zuiderzee bij Nijkerk.
- Rijstegoed - boerderijnaam Rijstegoed aan de Bunschoterweg
- Roemerstraat - roemers zijn stukken grond met die naam
- Roetgensgoed - boerderijnaam Roetgensgoed aan de Bunschoterweg
- Roexcamp - veldnaam Roexcamp
- Ronde Zeven, De - De Ronde Zeven is een complex oude woningen aan de Torenstraat-Nieuwstraat.
- Rondel - ruwe, nog onbewerkte knoop, gestanst uit een plaatmateriaal. Afgeleid van de voormalige knopenfabriek in Nijkerk
- Rootselaarstraat, Van - Cornelis Jan van Rootselaar, raadslid (1919-1935) en (1949-1953).
- Rotsvlinder - rotsvlinder, vlindersoort
- Rozenlaan - roos, plantenfamilie
- Rubenslaan - Peter Paul Rubens 1577-1640, kunstschilder.
- Ruitenbeekerf, B.G. - Bertus Geurt Ruitenbeek, raadslid 1974-1994.
- Ruysdaellaan - Jacob van Ruysdael (1628-1682), kunstschilder.
- Ruyterstraat, De - Michiel de Ruyter, admiraal.

## S
- Samuel Gerssenlaan - Samuel Gerssen (1884-1981) raadslid en wethouder
- Scheg - scheg als deel van een schip
- Scherpencamp - het Sjerpenkamper sjuurtje was een grote tabaksschuur van de familie Scherpencamp
- Schillingserf - 16e-eeuwse boerderij Schillingserf in de buurtschap Nekkeveld
- Schimmelpenninckstraat - Assueer Jacob baron Schimmelpenninck van der Oye, burgemeester van Nijkerk (1866-1874).
- Schoener - schoener, scheepstype
- Schoenlapperweg - schoenlapper, beroep
- Scholtenstraat, Prof. - L.W.G. Scholten, zoon van een onderwijzer die in Nijkerkerveen heeft gewoond.
- Schoolstraat - de school in Nijkerkerveen. De straat was vroeger het tweede deel van de Vodsteeg
- Schrassertstraat - familie Schrassert bekleedde veel openbare functies als dijkgraaf, richter, burgemeester en lid Hof van Gelderland.
- Schulpkamp - veldnaam Schuldkamp
- Seringenlaan - sering, plantensoort
- Siburgstraat, Van - dominee Rutger van Siburg, eerste predikant in Nijkerk na de reformatie.
- Sindelererf - 16e-eeuwse boerderij in de buurtschap Holk
- Singel - singel, gracht die een stadshart omsluit
- Slichtenhorsterweg - weg door buurtschap Slichtenhorst
- Sloep - sloep, vaartuig
- Slootenstraat, Van - A.C. van Slooten, leerkracht en latere directeur (1973-1983) van de Technische School in Nijkerk die op deze plek stond.
- Sluiswachter - sluiswachter, beroep
- Smidshof - de smeden familie Brouwer, die hier in de 18e eeuw kwamen wonen.
- Smitspol - veldnaam Smitspol
- Spaenstraat, Van - familie Van Spaen bekleedde in de 17e en 18e eeuw de bestuurlijke functie van ambtsjonker van Nijkerk.
- Sparreboomstraat - J. Sparreboom , eerste directeur (1953-1973) van de Technische School in Nijkerk.
- Sparrenlaan - spar
- Speeltuinpad - speeltuin
- Sperwerhof - sperwer, roofvogel
- Speijkstraat, Van - luitenant ter zee Jan van Speijk, (1802-1831).
- Spochthoornseweg - boerderij Spochthoorn
- Spoorstraat - nabij het treinstation
- Sprinckelermaat - veldnaam in de vroegere buurtschap Wullenhoven
- Stationsweg - station NS
- Stavast - scheepsterm
- Steen van Ommerenstraat, Van den - Arend François Louis Gerard Henri van den Steen van Ommeren, burgemeester van Nijkerk (1893-1904).
- Steenbeek - boerderij Steenbeek
- Stuurboord - stuurboord, scheepsterm
- Stuurhut - stuurhut, deel van een schip
- Swaerstraat - Everaert Swaer, laatste RK-pastoor in Nijkerk voor de reformatie
- Sweersstraat - Isaac Sweers (1622-1673), admiraal
- Synagogepad - de vroegere Joodse synagoge stond aan de overzijde van het Singel.

## T
- Tabaksplanter - beroep dat verwijst naar de tijd dat er tabak werd verbouwd in Nijkerk.
- Talmastraat - dominee Aritius Sybrandus Talma (1864-1916).
- Tellerswerft - veldnaam Tellerswerft in de vroegere buurtschap Ark
- Tijgervlinder - tijgervlinder, vlindersoort
- Tijmensteeg, Jan - bewonersnaam Jan Tijmen
- Tijmlaan - tijm, plantennaam
- Tijsselingstraat - meubelfabriek (1930 -1982) van familie Tijsseling
- Tinbergenlaan - Jan Tinbergen, econoom
- Tjalk - tjalk, platbodemvaartuig
- Tolhuislaan - tolhuis
- Torenstraat - de toren van de Grote Kerk
- Touwslager - beroep touwslager
- Tromplaan - Maarten Harpertszoon Tromp, admiraal
- Tuinstraat - volkstuinen
- Twillerstraat, Van - familie Van Twiller bekleedde in de 16e en 17e eeuw bestuurlijke functies in Nijkerk als regent van het weeshuis en dijkgraaf van polder Arkemheen.

## U
- Ulst - boerderijnaam Ulst

## V
- Valeriaan - valeriaan, kruidenplant
- Valkenhof - valk, vogelgeslacht
- Vanenburg - veldnaam Vanenburg
- Van 't Hoffstraat - Jacobus van 't Hoff (1852-1911), chemicus en Nobelprijswinnaar in 1901.
- Van Curlerstraat - Arend van Curler (ook: Arend van Corlaer) was stichter van Schenectady (U.S.A.); Goossen van Curler was schout van Nijkerk in de tweede helft van de zestiende eeuw.
- Van Delenstraat - familie Van Delen bekleedde functies zoals ambtsjonker en dijkgraaf.
- Van der Flierhof - Gerrit van der Flier 1911-1992 woonde in Nijkerk van 1916 tot 1926.
- Van der Meerstraat - Simon van der Meer (1925), Nederlands natuurkundige. Nobelprijswinnaar in 1984.
- Van der Waalshof - Johannes Diderik van der Waals, (1837-1923). Natuurkundige en Nobelprijswinnaar in 1910.
- Van der Zaaghof - Pieter van der Zaag, burgemeester van Nijkerk (1983-1990).
- Van Fürstenburchstraat - adellijke familie Van Fürstenburch die in de 17e en 18e eeuw de bestuurlijke functie van ambtsjonker van Nijkerk bekleedde.
- Van Goghlaan - Vincent van Gogh, kunstschilder
- Van Goltsteinstraat - familie Van Goltstein bekleedde in de 17e en 18e eeuw de bestuurlijke functie van ambtsjonker van Nijkerk.
- Van Kluyvelaan - Jelte Cornelis Adrianus Marinus van Kluyve, burgemeester van Nijkerk (1923-1938).
- Van Loohof - Gerard van Loo, wethouder van 1965 tot 1966.
- Van Oldenbarneveltstraat - raadspensionaris Johan van Oldenbarnevelt
- Van Reenenpark - Gerlach Cornelis Joannes van Reenen (1884-1973), burgemeester van Nijkerk (1917-1923).
- Van Rensselaerstraat - familie Van Rensselaer vervulde in de 17e en 18e eeuw bestuurlijke functies in Nijkerk en Amersfoort.
- Van Slootenstraat - A.C. van Slooten, leerkracht en latere directeur (1973-1983) van de technische school in Nijkerk die op deze plek stond.
- Van Spaenstraat - familie Van Spaen bekleedde in de 17e en 18e eeuw de bestuurlijke functie van ambtsjonker van Nijkerk.
- Van Speijkstraat - luitenant ter zee Jan van Speyk, (1802-1831).
- Van Twillerstraat - familie Van Twiller bekleedde in de 16e en 17e eeuw bestuurlijke functies in Nijkerk als regent van het weeshuis en dijkgraaf van polder Arkemheen.
- Van Zuijlenstraat - familie Van Zuylen van Nievelt die in de 17e en 18e eeuw de bestuurlijke functie van ambtsjonker van Nijkerk bekleedde.
- Van der Steen van Ommerenstraat - Arend François Louis Gerard Henri van den Steen van Ommeren, burgemeester van Nijkerk (1893-1904).
- Vedderkade - sluiswachters Gerrit Vedder (sluiswachter van 1731 tot 1738) en Jan Gerritse Vedder (sluiswachter van 1739 tot 1763).
- Veenhuis, De - buurtschap De Veenhuis.
- Veldkers - veldkers, plantennaam
- Venestraat - richting Nijkerkerveen en Holkerveen
- Verbindingsweg - verbindt de A28 met de Arkemheenseweg
- Verlaat - sluis, voor overslag door vrachtschepen
- Vermeerhof - Johannes Vermeer, schilder
- Vetkamp - vruchtbare grond
- Visserstraat- Klaas Visser, raadslid en wethouder van 1939 - 1974.
- Vleenenck - veldnaam tussen Graft en Watergoorweg
- Voërstlaantje - naar Huize Voërst van de familie Marcus. In 1937 werd het statige huis afgebroken en vervangen door het latere postkantoor.
- Volharding - De Volharding, de voormalige zuivelfabriek die hier stond
- Volken van Steenlerlaan - Volken van Steenler, dijkontvanger voormalige zeepolder Arkemheen van 1720-1756.
- Voorthuizerweg - weg naar Voorthuizen
- Vossenweg - herkomst onbekend
- Vreugdenhilstraat - Maarten Vreugdenhil, gereformeerd predikant te Holkerveen/Nijkerkerveen van 1969-1974.
- Vrijheidslaan - verkregen vrijheid in 1945, voor hen die vielen
- Vrouwenweg - vrouwe of abdis van Elten
- Vuurdoornlaan - vuurdoorn
- Vuurvlinder - vlindersoort

## W
- Van der Waalshof - Johannes Diderik van der Waals, (1837-1923). Nobelprijswinnaar in 1910.
- Wallersteeg - de hoeven Waller en Waller Enk aan deze weg
- Wallerstraat - de hoeven Waller en Waller Enk aan deze weg
- Watergoorweg - boerderij Watergoor
- Wattstraat - James Watt, 1736-1819, Britse uitvinder, constructeur, ingenieur en werktuigkundige.
- Weiland, Gele - herkomst onbekend
- Westerveenstraat - de westkant van Nijkerkerveen
- Westkadijk - ligging ten westen van de vaart
- Westphalingsgoed - boerderijnaam Westphalingsgoed zowel voorkomend aan de Bunschoterweg als aan de Slichtenhorsterweg in Slichtenhorst.
- Wheemplein - oudste monument in Nijkerk Wheem, vroegere benaming voor de pastorie.
- Wikke - wikke, peulvrucht
- Wildsteeg - herkomst onbekend
- Wilgenlaan - wilg, loofboom
- Wilhelminastraat - Koningin/prinses Wilhelmina
- Willem Alexanderplein - Prins/koning Willem Alexander
- Willem van Harselaarlaan - Willem van Harselaar (1767-1817), dijkschrijver van vroegere zeepolder Arkemheen
- Winkelmanstraat - generaal Henri Winkelman, (1876-1952), woonde in 1945 korte tijd in Nijkerkerveen.
- Wittenburg - boerderij De Wittenburg
- Wolfsesteeg - herkomst onbekend
- Woud, ‘t - herkomst onbekend
- Woudweg - buurtschap 't Woud
- Wullenhovenstraat - buurtschap Wullenhoven
- Wulpenhof - wulp, weidevogel

## Z
- Zaaghof, Van der - Pieter van der Zaag, burgemeester van Nijkerk (1983-1990).
- Zagerij, De - Kistenfabriek De Boer die hier stond
- Zandoogje - zandoogje, vlindersoort
- Zeedijk - dijk langs de vroegere Zuiderzee
- Zeemanhof - Pieter Zeeman, (1868-1943). Nobelprijswinnaar in 1902.
- Zeilmaker - beroep in de zeilmakerij
- Zelderseweg - boerderij De Zelder
- Zernikehof - Frederik Zernike, (1888-1966), Nobelprijswinnaar in 1953.
- Zijdevlinder - zijdevlinder, vlindersoort
- Zonnehof - complex van dertien bejaardenwoningen
- Zuijlenstraat, Van - familie Van Zuylen van Nievelt die in de 17e en 18e eeuw de bestuurlijke functie van ambtsjonker van Nijkerk bekleedde.
- Zwanenhof - zwaan, watervogel
- Zwetslootstraat, Martinus - Martinus Petrus Zwetsloot, raadslid (1935-1966).

## Lijst van straten in Hoevelaken
- Adrianus Vossiuspad - Adrianus Vossius, eerste predikant van Hoevelaken
- Akkermaalshout - akkermaalshout, heggen van eikenhakhout verstaan die vroeger gebruikt werden voor de afscheiding van percelen.
- Andreaslaan - de Utrechtse bisschop Andreas gaf opdracht om dit gebied te ontginnen
- Anjerlaan - anjer, plantensoort
- Antonie van Leeuwenlaan – Antonie van Leeuwen was de eerste maire van Hoevelaken
- Antonie Voskuijlenlaan – Antonie Voskuijlen was schout in Hoevelaken (1711-1741)
- Asterlaan - aster, plantensoort
- Beatrixlaan - Beatrix der Nederlanden (1938), koningin van het Koninkrijk der Nederlanden van 1980-2013
- Beekhof -
- Beekmaten - veldnaam
- Bernhardlaan - Bernhard van Lippe-Biesterfeld (1911–2004), lid van het Nederlandse Koninklijk Huis
- Bessel van Butselerlaan - Bessel van Butseler was Schepen van Hoevelaken
- Beukenlaan - beuk, boomsoort
- Beverdam - dam door bevers gebouwd
- Bijenvlucht - zwerm vliegende bijen
- Bleekveld - op Woonpark Hoevelaken
- Boekweitveld - boekweit, graansoort
- Boersenserf – boerderijnaam van de boerderij aan de Oostendorpsstraat 27
- Christinapad - Christina der Nederlanden, is de jongste dochter van koningin Juliana en prins Bernhard.
- Clauslaan - Claus van Amsberg was de prins-gemaal van koningin Beatrix der Nederlanden.
- Constantijngaarde - Prins Constantijn is de jongste zoon van koningin Beatrix en prins Claus
- Cornelis Martelinglaan - Cornelis Marteling was heelmeester in Hoevelaken
- Crocuslaan – bloemennaam crocus
- Dassenburcht - bouwsel in houtwallen en struiken van de diersoort dassen
- De Beek -  op bedrijvenpark Horstbeek, genoemd naar de evenwijdig lopende Hoevelakense Beek
- De Brink - plein in het centrum van Hoevelaken
- De Deel - werkruimte in de stal of schuur van een boerderij
- De Glind - op Woonpark Hoevelaken
- De Haarhof -
- De Heerd - pronkkamer van een boerderij
- De Hilt - hooizolder (hilt) boven een koestal
- De Veenslag – veen, grondsoort
- De Wees - gang of loopruimte in een koestal tussen de buitenmuur een de mestgoot
- De Wel - waterbron
- De Wetering – gegraven water
- De Wiekslag – stuk land in de vorm van een wiek (vleugel)
- Dillenburg – Slot Dillenburg, het voorvaderlijke kasteel van het Huis Nassau
- Dirk Huurdemanlaan - Dirk Huurdeman was de eerste burgemeester van Hoevelaken
- Dokterspaadje – sluit aan op de  de praktijk van dokter F.W. Klaarenbeek
- Doornekamp - op Woonpark Hoevelaken
- Doorniksland - boerderijnaam aan Oosterdorpsstraat 37
- Dr. F.W. Klaarenbeeksingel - F.W. Klarenbeek was huisarts en kunstliefhebber in Hoevelaken van 1939-1980. Het beeld ‘De Volmaakte Mens’ dat door hem in opdracht door G. Overeem was gemaakt stond eerst in culturele boerderij Sparrendam, en daarna langs de oprit naar Huis Hoevelaken. De familie Klaarenbeek heeft het beeld aan de gemeente geschonken.
- Eekebosch - op Woonpark Hoevelaken
- Eiberlaan - eiber, ooievaar
- Elzenlaan - hier veel voorkomende boomsoort els
- Emmalaan - koningin-regentes Emma,  tweede vrouw van koning Willem III
- Engelberta Claassenpad -
- Evert van der Veerlaan - Evert van der Veer, de oudst bekend veldwachter van Hoevelaken (1812)
- Frans Tromplaan - verzetsman Frans Tromp, onderwijzer op de Schimmelpenninck van der Oyenschool, werd in 1942 geëxecuteerd.
- Gerstkamp - land waar gerst werd verbouwd
- Grasmaat - meeteenheid van gras
- Gravenhof - graven van Oranje-Nassou
- Groot Middendorp - een gedeelte van de oude  boerderij Middendorp heet nu de Klepperman.
- Haverhoek - haver als graansoort
- Havikshorst - nest van een havik
- Hazeleger - ligplaats van een haas
- Hemelricplaats - Hemelric was een van de eerste Heren van Hoevelaken. Hij kreeg samen met Remvard, Otward en Heribert het onbebouwde land in eigendom van Andreas, de bisschop van Utrecht.
- Heribertlaan - Heribert was een van de ontginners van Hoevelaken
- Hertenwissel - vaste looproute van een hert
- Het Bouwfonds - op Woonpark Hoevelaken
- Hoevelakenseboslaan - door het Hoevelakense Bos
- Hoevelakerveenweg - verbindingsweg Hoevelaken - Nijkerkerveen
- Hofweg - boerderij de Oude Hof
- Hogebrinkerweg - boerderij de Hogebrink aan de Oosterdorpsstraat
- Hollick van Hollickpad - een van de oudste bekende pastoors, vicaris van St. Anthonisaltaar
- Horstpad - een horst is een verhoging in het landschap
- Horstweg - een horst is een verhoging in het landschap
- Huijgenserf - boerderijnaam Huijgenserf
- Huisstede - boerderij aan de Oosterdorpsstraat 39
- Ibislaan - ibis, steltlopervogel
- Irenepad - prinses Irene, tweede dochter van Koningin Juliana en Prins Bernhard
- Jan Aertshof - Jan Aerts is de oudst bekende molenaar te Hoevelaken,
- Jan Lubbertsenlaan - Jan Lubbertsen is de oudst bekende eigenaar van hoeve De Oude Hof in de wijk Middelaar
- J J A Goeverneurlaan - Jan Goeverneur, Nederlands letterkundige, dichter en kinderboekenschrijver
- Johan Fonteinpad - Johannes Martinus Fontein was caféhouder in het café Foep en de Gillende Keukenmeid’’ aan de Westerdorpstraat.
- Johan Frisohof - Johan Friso, de tweede zoon van koningin Beatrix en prins Claus
- Johan Roemerhof -
- Julianalaan - Juliana der Nederlanden
- Kantemarsweg - huis de Kantemars aan de Westerdorpsstraat 2
- Kastanjelaan - kastanjeboom
- Kerkepad - pad in de richting van de kerk
- Kievitlaan - kievit, weidevogel
- Kijftenbeltlaan - dominee F. Kijftenbelt was getrouwd met baronesse H.A.C.J.A. Schimmelpenninick van de Oye. Zij waren de bewoners van huize Weldam
- Klaarwater - boerderij Klaarwater
- Klaprooslaan - klaproos
- Klaverweide - plantensoort klaver
- Klepperlaantje - verbinding Veenwal – Veenlanden, boerderijnaam
- Koninginneweg - rondweg om Hoevelaken
- Koningshof - koningen van het Nederlandse vorstenhuis
- Koolmeeslaan - koolmees, vogelsoort
- Koppertjesland - boerderijnaam, nabij Westerdorpsstraat 6-8
- Korenbloemlaan - korenbloem, plantensoort
- Laakweg – loopt parallel aan het grensriviertje de Laak
- Laantje van Hilhorst – naar de boerderij van Hilhorst
- Laantje van Troost - Troost was de tuinman van Huis te Hoevelaken
- Lagebrinkerweg - boerderij Lagebrink aan de Oosterdorpsstraat 43.
- Leeuwenbeklaan - leeuwenbek, plantensoort
- Leeuwenstein - op Woonpark Hoevelaken
- Leeuweriklaan - leeuwerik, vogelsoort
- Leijerhorst - op Woonpark Hoevelaken
- Lenard Dirckslaan - Lenart Dircks, schout van Hoevelaken
- Lindenhof - boomsoort linde
- Ludenhof - de familie Luden liet het huidige kasteel Stoutenburg bouwen
- Maes Willemslaan - Maes Willems is de oudst bekende schout van Hoevelaken (1492)
- Margrietlaan - prinses Margriet
- Mauritslaan - prins Maurits
- Meerveldlaan - Hendrik van Meerveld was van 1840-1848 burgemeester van Hoevelaken
- Meidoornlaan - meidoorn, struik
- Middelaarseweg - boerderijnaam
- Monshouwerlaan - predikant Dirk Monshouwer
- Mulderslaantje – naar de verdwenen Hoevelakense molen
- Nachtegaallaan - nachtegaal, vogelsoort
- Narcislaan - narcis, bolgewas
- Nassaulaan – Duits hertogdom dat verbonden is met het Nederlandse vorstenhuis
- Nijkerkerstraat - Nijkerk
- Nijkerkerveenweg - naar Nijkerkerveen
- Onderhorst - op Woonpark Hoevelaken
- Ons Belang – woningen van woningbouwvereniging Ons Belang die in 1920 aan deze straat werden gebouwd
- Oosterdorpsstraat – het deel van de Dorpsstraat dat naar het oosten loopt
- Oosterinslag - naar de ontginning aan de oostzijde van Hoevelaken
- Oranjelaan - Koninklijk Huis
- Ottersgat - oude boerderijnaam
- Ottoborrengoed - boerderij Otwardplaats stond tegenover de kerk en is genoemd naar een van de ontginners van Hoevelaken
- Otwardplaats - Otward was een van de eerste Heren van Hoevelaken. Hij kreeg samen met Remvard, Hemelric en Heribert het onbebouwde land in eigendom van Andreas, de bisschop van Utrecht.
- Parklaan - laan door het park van huis Weldam
- Park Weldam - het huis Weldam
- Pastoorakker - land achter de pastorie
- Penningweg - de familie Penning bewoonde boerderij de Hooge Hof
- Peter van der Kieftlaan - Peter van der Kieft was de laatste schout van de Heerlijkheid Hoevelaken
- Pluviersingel - pluvier, vogelsoort
- Prikkebeenhof - naar het boek Prikkebeen van J.J.A. Goeverneur
- Prinsenhof - onderdeel van de Oranjebuurt
- Rasterweg - boerderij Groot Rassert; De Rasterweg verbindt de Oosterdorpsstraat met de Veenwal.
- Reeënspoor - ree, bosdier
- Regentessepad - koningin-regentes Emma
- Reigerlaan - reiger, vogelsoort
- Remvardplaats - Remvard was een van de eerste Heren van Hoevelaken. Hij kreeg samen met Otwart, Hemelric en Heribert het onbebouwde land in eigendom van Andreas, de bisschop van Utrecht.
- Resedalaan - reseda, plantennaam
- Ridderspoor - Ridderspoor (Delphinium) plantengeslacht Delphinium of Ridderspoor (Consolida) Consolida
- Roerdomplaan - roerdomp, watervogel
- Roggeakker - rogge, graansoort
- Rozenlaan - roos als plantensoort
- Scheidingsweg - weg tussen Hooglanderveen en Hoevelaken. Aan de weg ligt het park Overbos
- Schimmelpenninck - Jan Elias Nicolaas Schimmelpenninck van der Oye en zijn familie waren de laatste bewoners van Huis te Hoevelaken; op Woonpark Hoevelaken
- Seringenlaan - sering, plantennaam
- Slingerbosch - op Woonpark Hoevelaken
- Smalle Streek - veldnaam
- Spechtlaan - specht
- Sportweg - met aanliggende sportvelden
- Stadhouderserf - Stadhouder, functie in de Republiek der Zeven Verenigde Nederlanden.
- Stoutenburgerlaan - richting heerlijkheid de Stoutenburg
- Stranglaan – De Canadese soldaat Walter Strang sneuvelde in 1945 bij Hoevelaken
- Tabaksland - veld waar tabak werd geteeld
- Twaalfmorgenland - morgen: oude Gelderse oppervlaktemaat
- Van Aalstplein - dr. C.J.K. van Aalst, president-directeur van de Nederlandse Handels Maatschappij was de laatste bewoner van Huis te Hoevelaken
- Van Dedemlaan - familie Van Dedem bewoonde het Huis te Hoevelaken
- Van Lyndenlaan - Constantia van Lynden van Hoevelaken (1761-1831), maîtresse van Willem V van Oranje-Nassau. De familie Van Lynden bewoonden het Huis Hoevelaken.
- Van Royenstraat - W. van Royen was directeur van de Beco-inkoopcombinatie.Het bedrijf werd na een brand herbouwd in Leusden
- Van Zuylenlaan - de familie Van Zuylen bewoonde het Huis te Hoevelaken
- Veenlanden - grondsoort in deze omgeving
- Veenslagenpad - grondsoort veen
- Veenslagenweg - grondsoort veen
- Veenwal - wal die het zure water van de veengronden keerde
- Viertel – viertel, inhoudsmaat voor graan
- Vijverpad - naast de vijver gelegen pad
- Weidelaan - veldnaam
- Weldammerlaan – van landgoed Weldam naar de Nijkerkerstraat
- Welduin - op Woonpark Hoevelaken
- Westerdorpsstraat – deel van de Dorpsstraat dat naar het westen loopt
- Wilhelminalaan - koningin Wilhelmina der Nederlanden
- Willem de Zwijgerlaan - Willem de Zwijger, Willem van Oranje
- Willem-Alexanderdreef - prins Willem Alexander
- Wouter van de Glindlaan - Wouter van de Glind was van 1825 - 1840 burgemeester van Hoevelaken.
- Zonnebloemlaan - plantensoort
- Zuiderinslag - ontginning van det zuiden van Hoevelaken

## Lijst van straten in Nijkerkerveen
- Amersfoortseweg - Amersfoort
- Bg Ruitenbeekerf -
- Birkenhof - boerderij Birkenhof
- Brouwerspad -
- Buntwal - de wal langs de bunt, het Nijkerkerveen
- De Bruijnhof - J. de Bruijn (1901-1992), schoolhoofd in Nijkerkerveen van 1936-1966.
- Dijkje -
- Dirk Ruitenbeekstraat -
- Dominee Hugenholtzstraat - Gerhard Willem Karel Hugenholtz Ned.-Herv.predikant in Nijkerkerveen (1949-1955)
- Domstraat -
- Domstraat West -
- De Goede Woning - woningbouwvereniging De Goede Woning
- Freule Helenastraat - Helena Diderika van der Burch van Spieringshoek, (1809-1873), weldoenster van de Chr. School van Nijkerkerveen.
- Hoevelakenseweg - richting Hoevelaken
- Hofweg -
- Hooglandseweg - richting Hoogland
- Jacob de Boerweg - Jacob de Boer, (1830-1906), onderwijzer in Nijkerkerveen (1859-1906).
- Klaarwaterweg - boerderij Klaarwater en buurtschap onder de (voormalige) gemeente Hoevelaken nabij de gemeentegrens met Barneveld.
- Koolhaaspark - Anton Koolhaas was een Nederlands schrijver van romans, scenarioschrijver en recensent.
- Laakweg - Laak (Eemvallei)
- Meester Folkertsstraat - Hendrik Karst Folkerts (1892-1962) was hoofd Rehobothschool in Holkerveen van 1922 tot 1957.
- Naaldenkoperweg - beroep
- Nieuwe Kerkstraat -
- Oosterveenstraat -
- Prof Scholtenstraat - Paul Scholten (rechtsgeleerde) was een prominent Amsterdams rechtsgeleerde, hoogleraar aan de Gemeentelijke Universiteit van Amsterdam.
- Schoolstraat -
- Talmastraat - dominee Aritius Sybrandus Talma (1864 -1916).
- Van Dijkhuizenstraat - familie Van Dijkhuizen uit Nijkerkerveen. De straat heette vroeger Kipsteeg.
- Van Noortstraat - Johannes van Noort, schoolhoofd in Nijkerkerveen (1850-1895).
- Van Rootselaarstraat - Wilhelmus Franciscus Nicolaus van Rootselaar, (Amersfoort, 1834 - aldaar, 1900) was kapelaan te Amersfoort en vanaf 1876 de eerste gemeentearchivaris van die stad. Hij “wijdde zijne zorgen aan de geschiedenis en historische voorwerpen zijner woonplaats”[5].
- Vanenburg - veldnaam
- Veenerf
- Veenwal -
- Vreugdenhilstraat -  Maarten Vreugdenhil, gereformeerd predikant te Holkerveen/Nijkerkerveen van 1969-1974
- Vrouwenweg -
- Westerveenstraat - de westkant van Nijkerkerveen
- Winkelmanstraat - generaal H.G. Winkelman, (1876-1952), woonde in 1945 korte tijd in Nijkerkerveen.
- Wolfsesteeg -
- Wouter Blomstraat - Wouter Blom, (1885 -1975), raadslid in Nijkerk van 1935-1946.
- Wouter van de Kampstraat -
- Zonnehof -